# Liste der Nummer-eins-Hits in Polen (2020)
Dies ist eine Liste der Nummer-eins-Hits in Polen im Jahr 2020. Sie basiert auf den offiziellen Airplay Top 100 und den Album Top 50, die im Auftrag des polnischen Związek Producentów Audio-Video erstellt werden.

## Singles
| ← 2019 ← | Liste der Nummer-eins-Hits in Polen | Liste der Nummer-eins-Hits in Polen                           | Liste der Nummer-eins-Hits in Polen | 2021 → |
| \| Zeitraum \| Wo. ges. \| Interpret \| Titel Autor(en) \| Zusätzliche Informationen \| \| (Zeitraum, Wochen auf Platz eins, Interpret, Titel, Autor[en], zusätzliche Informationen) \| \| \| \| \| \| ----------------------------------------------------------------------------------------- \| -------- \| ------------------------------------------------------------- \| ------------------------------------------------------------------------------------------------------------------------------------------------------------------------------------------------------------------------------------------------------------ \| ----------------------------------------------------------------------------------------------------------------------------------- \| \| 21. Dezember 2019 – 10. Januar 2020 3 Wochen \| 3 \| Camila Cabello \| Liar Jenny Cecilia Berggren, Malin Sofia Katarina Berggren, Ulf Gunnar Ekberg, Jonas Petter Berggren, Jonathan David Bellion, Karla Camila Cabello, Jordan Kendall Johnson, Stefan Adam Johnson, Lionel B. Richie Jr., Alexandra Leah Tamposi, Andrew Wotman \| – \| \| 11. Januar 2020 – 24. Januar 2020 2 Wochen \| 2 \| Maroon 5 \| Memories Michael Ross Pollack, Jonathan David Bellion, Vincent Ford, Jacob Kasher Hindlin, Jordan Kendall Johnson, Stefan Johnson, Adam Noah Levine \| – \| \| 25. Januar 2020 – 31. Januar 2020 1 Woche \| 1 \| Cleo \| Dom Joanna Klepko, Witold Czamara \| – \| \| 1. Februar 2020 – 7. Februar 2020 1 Woche (insgesamt 3) \| 3 \| Shanguy \| Désolée (Paris/Paname) \| – \| \| 8. Februar 2020 – 14. Februar 2020 1 Woche (insgesamt 2) \| 2 \| The Weeknd \| Blinding Lights Ahmad Balshe, Oscar Thomas Holter, Max Martin, Jason Matthew Quenneville, Abel Tesfaye \| – \| \| 15. Februar 2020 – 28. Februar 2020 2 Wochen (insgesamt 3) \| 3 \| Shanguy \| Désolée (Paris/Paname) \| – \| \| 29. Februar 2020 – 6. März 2020 1 Woche (insgesamt 4) \| 4 \| Sanah \| Szampan Zuzanna Jurczak, Magdalena Wójcik, Jakub Galiński \| – \| \| 7. März 2020 – 13. März 2020 1 Woche (insgesamt 2) \| 2 \| The Weeknd \| Blinding Lights Ahmad Balshe, Oscar Thomas Holter, Max Martin, Jason Matthew Quenneville, Abel Tesfaye \| – \| \| 14. März 2020 – 3. April 2020 3 Wochen (insgesamt 4) \| 4 \| Sanah \| Szampan Zuzanna Jurczak, Magdalena Wójcik, Jakub Galiński \| – \| \| 4. April 2020 – 24. April 2020 3 Wochen \| 3 \| Ava Max \| Salt Madison Emiko Love, Nicole Louise Morier, Henry Russell Walter, Amanda Ava Koci, Autumn Rowe \| – \| \| 25. April 2020 – 8. Mai 2020 2 Wochen \| 2 \| Dua Lipa \| Physical Dua Lipa, Clarence Bernard Coffee, Jason Gregory Evigan, Sarah Hudson \| – \| \| 9. Mai 2020 – 29. Mai 2020 3 Wochen (insgesamt 4) \| 4 \| Dotan \| Numb Neil Richard Ormandy, Dotan Harpenau, Tim Randolph \| – \| \| 30. Mai 2020 – 5. Juni 2020 1 Woche \| 1 \| Selena Gomez \| Feel Me Ross Jacob Golan, Jacob Kasher Hindlin, Ammar Malik, Kurtis Isaac McKenzie, Jonathan Adam Mills, Lisa Scinta, Phil Paul Shaouy \| – \| \| 6. Juni 2020 – 12. Juni 2020 1 Woche (insgesamt 4) \| 4 \| Dotan \| Numb Neil Richard Ormandy, Dotan Harpenau, Tim Randolph \| – \| \| 13. Juni 2020 – 19. Juni 2020 1 Woche (insgesamt 4) \| 4 \| The Weeknd \| In Your Eyes Max Martin, Abel Tesfaye, Ahmad Balshe, Oscar Thomas Holter \| – \| \| 20. Juni 2020 – 26. Juni 2020 1 Woche (insgesamt 3) \| 3 \| Sanah \| Melodia Zuzanna Jurczak, Magdalena Wójcik, Karolina Kozak, Bogdan Kondracki \| – \| \| 27. Juni 2020 – 10. Juli 2020 2 Wochen \| 2 \| Ava Max \| Kings & Queens Madison Emiko Love, Henry Russell Walter, Hillary Bernstein, Mimoza Blinson, Desmond Child, Jakke Erixson, Nadir Khayat, Amanda Ava Koci, Brett Leland McLaughlin \| – \| \| 11. Juli 2020 – 24. Juli 2020 2 Wochen (insgesamt 3) \| 3 \| Sanah \| Melodia Zuzanna Jurczak, Magdalena Wójcik, Karolina Kozak, Bogdan Kondracki \| – \| \| 25. Juli 2020 – 21. August 2020 4 Wochen \| 4 \| Vize & Tom Gregory \| Never Let Me Down Thomas Daniel Gregory, Vitali Zestovskih, Mark Becker, Leonie Burger, Philipp Klemz, Claudio Maselli \| – \| \| 22. August 2020 – 28. August 2020 1 Woche (insgesamt 2) \| 2 \| Męskie Granie Orkiestra 2020 feat. Daria Zawiałow, Król & Igo \| Świt Daria Zawiałow, Błażej Król, Igor Walaszek, Olek Świerkot \| – \| \| 29. August 2020 – 4. September 2020 1 Woche (insgesamt 2) \| 2 \| Twocolors \| Lovefool Peter Anders Svensson, Nina Elisabet Persson \| – \| \| 5. September 2020 – 11. September 2020 1 Woche (insgesamt 2) \| 2 \| Ofenbach & Quarterhead \| Head, Shoulders, Knees & Toes Janik Riegert, Josh Tapen, Tim Deal, Dorian Jean Louis Guy Lauduique, Cesar Thaddée Laurent de Rummel, Norma Jean Martine \| – \| \| 12. September 2020 – 18. September 2020 1 Woche (insgesamt 2) \| 2 \| Męskie Granie Orkiestra 2020 feat. Daria Zawiałow, Król & Igo \| Świt Daria Zawiałow, Błażej Król, Igor Walaszek, Olek Świerkot \| – \| \| 19. September 2020 – 25. September 2020 1 Woche (insgesamt 2) \| 2 \| Twocolors \| Lovefool Peter Anders Svensson, Nina Elisabet Persson \| – \| \| 26. September 2020 – 2. Oktober 2020 1 Woche \| 1 \| Michael Patrick Kelly \| Beautiful Madness Joacim Bo Persson, Sebastian Arman, Michael Patrick Kelly \| – \| \| 3. Oktober 2020 – 9. Oktober 2020 1 Woche (insgesamt 2) \| 2 \| Ofenbach & Quarterhead \| Head, Shoulders, Knees & Toes Janik Riegert, Josh Tapen, Tim Deal, Dorian Jean Louis Guy Lauduique, Cesar Thaddée Laurent de Rummel, Norma Jean Martine \| – \| \| 10. Oktober 2020 – 16. Oktober 2020 1 Woche \| 1 \| Kygo, Tina Turner \| What’s Love Got to Do with It Terry Britten, Graham Hamilton Lyle \| – \| \| 17. Oktober 2020 – 13. November 2020 4 Wochen \| 4 \| Sanah \| No sory Zuzanna Jurczak, Jakub Galiński \| – \| \| 14. November 2020 – 20. November 2020 1 Woche \| 1 \| Baranovski \| Lubię być z nią Wojciech Bartosz Baranowski \| – \| \| 21. November 2020 – 27. November 2020 1 Woche (insgesamt 2) \| 2 \| Purple Disco Machine & Sophie and the Giants \| Hypnotized Tino Schmidt, Sophie Louise Scott, Matthew Wesley Johnson, Michael Kintish \| – \| \| 28. November 2020 – 18. Dezember 2020 3 Wochen \| 3 \| Ava Max \| Who’s Laughing Now Jonnali Mikaela Parmenius, Linus Thure Wiklund, Mans Erik Mikael Vredenberg, Madison Emiko Love, Amanda Ava Koci, Henry Russell Walter \| Who's Laughing Now ist schon der fünfte Nummer-eins-Hit der US-amerikanischen Sängerin Ava Max in Polen und der dritte im Jahr 2020 \| \| 19. Dezember 2020 – 25. Dezember 2020 1 Woche (insgesamt 2) \| 2 \| Purple Disco Machine & Sophie and the Giants \| Hypnotized Tino Schmidt, Sophie Louise Scott, Matthew Wesley Johnson, Michael Kintish \| – \| \| 26. Dezember 2020 – 5. Februar 2021 6 Wochen \| 6 \| Robin Schulz feat. Kiddo \| All We Got Emma Olivia Helena Bertilsson, Fredrik Carl Tomas Samsson, Oliver Lundström, Alessandra Helena Günthardt, Robin Schulz, Dennis Bierbrodt, Jürgen Dohr, Guido Kramer, Stefan Dabruck, Daniel Deimann \| – \| |                                     |                                                               | | |
| ← 2019 |                                     |                                                               | | → 2021 → |
| Zeitraum | Wo. ges.                            | Interpret                                                     | Titel Autor(en) | Zusätzliche Informationen |
| (Zeitraum, Wochen auf Platz eins, Interpret, Titel, Autor[en], zusätzliche Informationen) |                                     |                                                               | | |
| 21. Dezember 2019 – 10. Januar 2020 3 Wochen | 3                                   | Camila Cabello                                                | Liar Jenny Cecilia Berggren, Malin Sofia Katarina Berggren, Ulf Gunnar Ekberg, Jonas Petter Berggren, Jonathan David Bellion, Karla Camila Cabello, Jordan Kendall Johnson, Stefan Adam Johnson, Lionel B. Richie Jr., Alexandra Leah Tamposi, Andrew Wotman | – |
| 11. Januar 2020 – 24. Januar 2020 2 Wochen | 2                                   | Maroon 5                                                      | Memories Michael Ross Pollack, Jonathan David Bellion, Vincent Ford, Jacob Kasher Hindlin, Jordan Kendall Johnson, Stefan Johnson, Adam Noah Levine | – |
| 25. Januar 2020 – 31. Januar 2020 1 Woche | 1                                   | Cleo                                                          | Dom Joanna Klepko, Witold Czamara | – |
| 1. Februar 2020 – 7. Februar 2020 1 Woche (insgesamt 3) | 3                                   | Shanguy                                                       | Désolée (Paris/Paname) | – |
| 8. Februar 2020 – 14. Februar 2020 1 Woche (insgesamt 2) | 2                                   | The Weeknd                                                    | Blinding Lights Ahmad Balshe, Oscar Thomas Holter, Max Martin, Jason Matthew Quenneville, Abel Tesfaye | – |
| 15. Februar 2020 – 28. Februar 2020 2 Wochen (insgesamt 3) | 3                                   | Shanguy                                                       | Désolée (Paris/Paname) | – |
| 29. Februar 2020 – 6. März 2020 1 Woche (insgesamt 4) | 4                                   | Sanah                                                         | Szampan Zuzanna Jurczak, Magdalena Wójcik, Jakub Galiński | – |
| 7. März 2020 – 13. März 2020 1 Woche (insgesamt 2) | 2                                   | The Weeknd                                                    | Blinding Lights Ahmad Balshe, Oscar Thomas Holter, Max Martin, Jason Matthew Quenneville, Abel Tesfaye | – |
| 14. März 2020 – 3. April 2020 3 Wochen (insgesamt 4) | 4                                   | Sanah                                                         | Szampan Zuzanna Jurczak, Magdalena Wójcik, Jakub Galiński | – |
| 4. April 2020 – 24. April 2020 3 Wochen | 3                                   | Ava Max                                                       | Salt Madison Emiko Love, Nicole Louise Morier, Henry Russell Walter, Amanda Ava Koci, Autumn Rowe | – |
| 25. April 2020 – 8. Mai 2020 2 Wochen | 2                                   | Dua Lipa                                                      | Physical Dua Lipa, Clarence Bernard Coffee, Jason Gregory Evigan, Sarah Hudson | – |
| 9. Mai 2020 – 29. Mai 2020 3 Wochen (insgesamt 4) | 4                                   | Dotan                                                         | Numb Neil Richard Ormandy, Dotan Harpenau, Tim Randolph | – |
| 30. Mai 2020 – 5. Juni 2020 1 Woche | 1                                   | Selena Gomez                                                  | Feel Me Ross Jacob Golan, Jacob Kasher Hindlin, Ammar Malik, Kurtis Isaac McKenzie, Jonathan Adam Mills, Lisa Scinta, Phil Paul Shaouy | – |
| 6. Juni 2020 – 12. Juni 2020 1 Woche (insgesamt 4) | 4                                   | Dotan                                                         | Numb Neil Richard Ormandy, Dotan Harpenau, Tim Randolph | – |
| 13. Juni 2020 – 19. Juni 2020 1 Woche (insgesamt 4) | 4                                   | The Weeknd                                                    | In Your Eyes Max Martin, Abel Tesfaye, Ahmad Balshe, Oscar Thomas Holter | – |
| 20. Juni 2020 – 26. Juni 2020 1 Woche (insgesamt 3) | 3                                   | Sanah                                                         | Melodia Zuzanna Jurczak, Magdalena Wójcik, Karolina Kozak, Bogdan Kondracki | – |
| 27. Juni 2020 – 10. Juli 2020 2 Wochen | 2                                   | Ava Max                                                       | Kings & Queens Madison Emiko Love, Henry Russell Walter, Hillary Bernstein, Mimoza Blinson, Desmond Child, Jakke Erixson, Nadir Khayat, Amanda Ava Koci, Brett Leland McLaughlin                                                                             | – |
| 11. Juli 2020 – 24. Juli 2020 2 Wochen (insgesamt 3) | 3                                   | Sanah                                                         | Melodia Zuzanna Jurczak, Magdalena Wójcik, Karolina Kozak, Bogdan Kondracki | – |
| 25. Juli 2020 – 21. August 2020 4 Wochen | 4                                   | Vize & Tom Gregory                                            | Never Let Me Down Thomas Daniel Gregory, Vitali Zestovskih, Mark Becker, Leonie Burger, Philipp Klemz, Claudio Maselli | – |
| 22. August 2020 – 28. August 2020 1 Woche (insgesamt 2) | 2                                   | Męskie Granie Orkiestra 2020 feat. Daria Zawiałow, Król & Igo | Świt Daria Zawiałow, Błażej Król, Igor Walaszek, Olek Świerkot | – |
| 29. August 2020 – 4. September 2020 1 Woche (insgesamt 2) | 2                                   | Twocolors                                                     | Lovefool Peter Anders Svensson, Nina Elisabet Persson | – |
| 5. September 2020 – 11. September 2020 1 Woche (insgesamt 2) | 2                                   | Ofenbach & Quarterhead                                        | Head, Shoulders, Knees & Toes Janik Riegert, Josh Tapen, Tim Deal, Dorian Jean Louis Guy Lauduique, Cesar Thaddée Laurent de Rummel, Norma Jean Martine | – |
| 12. September 2020 – 18. September 2020 1 Woche (insgesamt 2) | 2                                   | Męskie Granie Orkiestra 2020 feat. Daria Zawiałow, Król & Igo | Świt Daria Zawiałow, Błażej Król, Igor Walaszek, Olek Świerkot | – |
| 19. September 2020 – 25. September 2020 1 Woche (insgesamt 2) | 2                                   | Twocolors                                                     | Lovefool Peter Anders Svensson, Nina Elisabet Persson | – |
| 26. September 2020 – 2. Oktober 2020 1 Woche | 1                                   | Michael Patrick Kelly                                         | Beautiful Madness Joacim Bo Persson, Sebastian Arman, Michael Patrick Kelly | – |
| 3. Oktober 2020 – 9. Oktober 2020 1 Woche (insgesamt 2) | 2                                   | Ofenbach & Quarterhead                                        | Head, Shoulders, Knees & Toes Janik Riegert, Josh Tapen, Tim Deal, Dorian Jean Louis Guy Lauduique, Cesar Thaddée Laurent de Rummel, Norma Jean Martine | – |
| 10. Oktober 2020 – 16. Oktober 2020 1 Woche | 1                                   | Kygo, Tina Turner                                             | What’s Love Got to Do with It Terry Britten, Graham Hamilton Lyle | – |
| 17. Oktober 2020 – 13. November 2020 4 Wochen | 4                                   | Sanah                                                         | No sory Zuzanna Jurczak, Jakub Galiński | – |
| 14. November 2020 – 20. November 2020 1 Woche | 1                                   | Baranovski                                                    | Lubię być z nią Wojciech Bartosz Baranowski | – |
| 21. November 2020 – 27. November 2020 1 Woche (insgesamt 2) | 2                                   | Purple Disco Machine & Sophie and the Giants                  | Hypnotized Tino Schmidt, Sophie Louise Scott, Matthew Wesley Johnson, Michael Kintish | – |
| 28. November 2020 – 18. Dezember 2020 3 Wochen | 3                                   | Ava Max                                                       | Who’s Laughing Now Jonnali Mikaela Parmenius, Linus Thure Wiklund, Mans Erik Mikael Vredenberg, Madison Emiko Love, Amanda Ava Koci, Henry Russell Walter | Who's Laughing Now ist schon der fünfte Nummer-eins-Hit der US-amerikanischen Sängerin Ava Max in Polen und der dritte im Jahr 2020 |
| 19. Dezember 2020 – 25. Dezember 2020 1 Woche (insgesamt 2) | 2                                   | Purple Disco Machine & Sophie and the Giants                  | Hypnotized Tino Schmidt, Sophie Louise Scott, Matthew Wesley Johnson, Michael Kintish | – |
| 26. Dezember 2020 – 5. Februar 2021 6 Wochen | 6                                   | Robin Schulz feat. Kiddo                                      | All We Got Emma Olivia Helena Bertilsson, Fredrik Carl Tomas Samsson, Oliver Lundström, Alessandra Helena Günthardt, Robin Schulz, Dennis Bierbrodt, Jürgen Dohr, Guido Kramer, Stefan Dabruck, Daniel Deimann                                               | – |

## Alben
| ← 2019 ← | Liste der Nummer-eins-Hits in Polen | Liste der Nummer-eins-Hits in Polen | Liste der Nummer-eins-Hits in Polen      | 2021 →                    |
| \| Zeitraum \| Wo. ges. \| Interpret \| Titel \| Zusätzliche Informationen \| \| (Zeitraum, Wochen auf Platz eins, Interpret, Titel, zusätzliche Informationen) \| \| \| \| \| \| ------------------------------------------------------------------------------ \| -------- \| ----------------------------------- \| ---------------------------------------- \| ------------------------- \| \| 27. Dezember 2019 – 2. Januar 2020 1 Woche \| 1 \| Borcrew \| Borcrew Album \| – \| \| 3. Januar 2020 – 9. Januar 2020 1 Woche \| 1 \| (Verschiedene Interpreten) \| The Best of 2019 \| – \| \| 10. Januar 2020 – 16. Januar 2020 1 Woche \| 1 \| Hans Zimmer \| Live in Prague \| – \| \| 17. Januar 2020 – 23. Januar 2020 1 Woche \| 1 \| Mata \| 100 dni do matury \| – \| \| 24. Januar 2020 – 30. Januar 2020 1 Woche \| 1 \| Pokolenie X2 \| Dwa Sławy \| – \| \| 31. Januar 2020 – 6. Februar 2020 1 Woche \| 1 \| (Verschiedene Interpreten) \| Love Jazz & the City – Essential Edition \| – \| \| 7. Februar 2020 – 13. Februar 2020 1 Woche \| 1 \| Zeus \| W poszukiwaniu siebie \| – \| \| 14. Februar 2020 – 20. Februar 2020 1 Woche \| 1 \| Kruszwil \| Disco Marek \| – \| \| 21. Februar 2020 – 27. Februar 2020 1 Woche \| 1 \| BTS \| Map of the Soul : 7 \| – \| \| 28. Februar 2020 – 5. März 2020 1 Woche \| 1 \| O.S.T.R. \| Gniew \| – \| \| 6. März 2020 – 19. März 2020 2 Wochen \| 2 \| Pro8l3m \| Art Brut 2 \| – \| \| 20. März 2020 – 26. März 2020 1 Woche \| 1 \| Płomień 81 \| Szkoła 81 \| – \| \| 27. März 2020 – 2. April 2020 1 Woche \| 1 \| Peja & Slums Attack (Prod. Magiera) \| “2050” \| – \| \| 3. April 2020 – 16. April 2020 2 Wochen (insgesamt 5) \| 5 \| Quebonafide \| Romantic Psycho \| – \| \| 17. April 2020 – 23. April 2020 1 Woche \| 1 \| Łona & Webber \| Śpiewnik domowy \| – \| \| 24. April 2020 – 7. Mai 2020 2 Wochen (insgesamt 5) \| 5 \| Quebonafide \| Romantic Psycho \| – \| \| 8. Mai 2020 – 14. Mai 2020 1 Woche \| 1 \| Sanah \| Królowa dram \| – \| \| 15. Mai 2020 – 21. Mai 2020 1 Woche (insgesamt 5) \| 5 \| Quebonafide \| Romantic Psycho \| – \| \| 22. Mai 2020 – 28. Mai 2020 1 Woche \| 1 \| Donguralesko \| Dziadzior \| – \| \| 29. Mai 2020 – 4. Juni 2020 1 Woche \| 1 \| Tede & Sir Mich \| Disco Noir \| – \| \| 5. Juni 2020 – 25. Juni 2020 3 Wochen \| 3 \| Kazik \| Zaraza \| – \| \| 26. Juni 2020 – 2. Juli 2020 1 Woche \| 1 \| TPS \| Selfmade \| – \| \| 3. Juli 2020 – 9. Juli 2020 1 Woche \| 1 \| Daria Zawiałow \| Helsinki \| – \| \| 10. Juli 2020 – 23. Juli 2020 2 Wochen \| 2 \| (Verschiedene Interpreten) \| Bravo Hits Lato 2020 \| – \| \| 24. Juli 2020 – 30. Juli 2020 1 Woche \| 1 \| DJ Decks \| Mixtape 6 \| – \| \| 31. Juli 2020 – 27. August 2020 4 Wochen \| 4 \| Białas \| H8M5 \| – \| \| 28. August 2020 – 3. September 2020 1 Woche \| 1 \| White 2115 \| Rockstar: Do zachodu słońca \| – \| \| 4. September 2020 – 10. September 2020 1 Woche \| 1 \| Taco Hemingway \| Jarmark \| – \| \| 11. September 2020 – 17. September 2020 1 Woche \| 1 \| Peja/Slums Attack \| Black Album \| – \| \| 18. September 2020 – 24. September 2020 1 Woche \| 1 \| SB Maffija \| Hotel Maffija \| – \| \| 25. September 2020 – 1. Oktober 2020 1 Woche \| 1 \| Luxtorpeda \| Anno Domini MMXX \| – \| \| 2. Oktober 2020 – 8. Oktober 2020 1 Woche \| 1 \| (Verschiedene Interpreten) \| Empik prezentuje: Best Polish Songs \| – \| \| 9. Oktober 2020 – 15. Oktober 2020 1 Woche \| 1 \| DJ Decks \| Mixtape 7 \| – \| \| 16. Oktober 2020 – 22. Oktober 2020 1 Woche \| 1 \| Kacper × Fonos \| Mantra \| – \| \| 23. Oktober 2020 – 29. Oktober 2020 1 Woche \| 1 \| Kamerzysta \| „?“ \| – \| \| 30. Oktober 2020 – 5. November 2020 1 Woche \| 1 \| Metallica \| S&M \| – \| \| 6. November 2020 – 19. November 2020 2 Wochen \| 2 \| Kult \| Live Pol’and’Rock Festival 2019 \| – \| \| 20. November 2020 – 26. November 2020 1 Woche \| 1 \| BTS \| Be \| – \| \| 27. November 2020 – 3. Dezember 2020 1 Woche \| 1 \| Paluch \| Nadciśnienie \| – \| \| 4. Dezember 2020 – 10. Dezember 2020 1 Woche \| 1 \| Guzior \| Pleśń \| – \| \| 11. Dezember 2020 – 17. Dezember 2020 1 Woche \| 1 \| O.S.T.R. & Hades \| Hao2 \| – \| \| 18. Dezember 2020 – 31. Dezember 2020 2 Wochen \| 2 \| (Verschiedene Interpreten) \| Męskie Granie 2020 \| – \| |                                     |                                     |                                          |                           |
| ← 2019 |                                     |                                     |                                          | → 2021 →                  |
| Zeitraum | Wo. ges.                            | Interpret                           | Titel                                    | Zusätzliche Informationen |
| (Zeitraum, Wochen auf Platz eins, Interpret, Titel, zusätzliche Informationen) |                                     |                                     |                                          |                           |
| 27. Dezember 2019 – 2. Januar 2020 1 Woche | 1                                   | Borcrew                             | Borcrew Album                            | –                         |
| 3. Januar 2020 – 9. Januar 2020 1 Woche | 1                                   | (Verschiedene Interpreten)          | The Best of 2019                         | –                         |
| 10. Januar 2020 – 16. Januar 2020 1 Woche | 1                                   | Hans Zimmer                         | Live in Prague                           | –                         |
| 17. Januar 2020 – 23. Januar 2020 1 Woche | 1                                   | Mata                                | 100 dni do matury                        | –                         |
| 24. Januar 2020 – 30. Januar 2020 1 Woche | 1                                   | Pokolenie X2                        | Dwa Sławy                                | –                         |
| 31. Januar 2020 – 6. Februar 2020 1 Woche | 1                                   | (Verschiedene Interpreten)          | Love Jazz & the City – Essential Edition | –                         |
| 7. Februar 2020 – 13. Februar 2020 1 Woche | 1                                   | Zeus                                | W poszukiwaniu siebie                    | –                         |
| 14. Februar 2020 – 20. Februar 2020 1 Woche | 1                                   | Kruszwil                            | Disco Marek                              | –                         |
| 21. Februar 2020 – 27. Februar 2020 1 Woche | 1                                   | BTS                                 | Map of the Soul : 7                      | –                         |
| 28. Februar 2020 – 5. März 2020 1 Woche | 1                                   | O.S.T.R.                            | Gniew                                    | –                         |
| 6. März 2020 – 19. März 2020 2 Wochen | 2                                   | Pro8l3m                             | Art Brut 2                               | –                         |
| 20. März 2020 – 26. März 2020 1 Woche | 1                                   | Płomień 81                          | Szkoła 81                                | –                         |
| 27. März 2020 – 2. April 2020 1 Woche | 1                                   | Peja & Slums Attack (Prod. Magiera) | “2050”                                   | –                         |
| 3. April 2020 – 16. April 2020 2 Wochen (insgesamt 5) | 5                                   | Quebonafide                         | Romantic Psycho                          | –                         |
| 17. April 2020 – 23. April 2020 1 Woche | 1                                   | Łona & Webber                       | Śpiewnik domowy                          | –                         |
| 24. April 2020 – 7. Mai 2020 2 Wochen (insgesamt 5) | 5                                   | Quebonafide                         | Romantic Psycho                          | –                         |
| 8. Mai 2020 – 14. Mai 2020 1 Woche | 1                                   | Sanah                               | Królowa dram                             | –                         |
| 15. Mai 2020 – 21. Mai 2020 1 Woche (insgesamt 5) | 5                                   | Quebonafide                         | Romantic Psycho                          | –                         |
| 22. Mai 2020 – 28. Mai 2020 1 Woche | 1                                   | Donguralesko                        | Dziadzior                                | –                         |
| 29. Mai 2020 – 4. Juni 2020 1 Woche | 1                                   | Tede & Sir Mich                     | Disco Noir                               | –                         |
| 5. Juni 2020 – 25. Juni 2020 3 Wochen | 3                                   | Kazik                               | Zaraza                                   | –                         |
| 26. Juni 2020 – 2. Juli 2020 1 Woche | 1                                   | TPS                                 | Selfmade                                 | –                         |
| 3. Juli 2020 – 9. Juli 2020 1 Woche | 1                                   | Daria Zawiałow                      | Helsinki                                 | –                         |
| 10. Juli 2020 – 23. Juli 2020 2 Wochen | 2                                   | (Verschiedene Interpreten)          | Bravo Hits Lato 2020                     | –                         |
| 24. Juli 2020 – 30. Juli 2020 1 Woche | 1                                   | DJ Decks                            | Mixtape 6                                | –                         |
| 31. Juli 2020 – 27. August 2020 4 Wochen | 4                                   | Białas                              | H8M5                                     | –                         |
| 28. August 2020 – 3. September 2020 1 Woche | 1                                   | White 2115                          | Rockstar: Do zachodu słońca              | –                         |
| 4. September 2020 – 10. September 2020 1 Woche | 1                                   | Taco Hemingway                      | Jarmark                                  | –                         |
| 11. September 2020 – 17. September 2020 1 Woche | 1                                   | Peja/Slums Attack                   | Black Album                              | –                         |
| 18. September 2020 – 24. September 2020 1 Woche | 1                                   | SB Maffija                          | Hotel Maffija                            | –                         |
| 25. September 2020 – 1. Oktober 2020 1 Woche | 1                                   | Luxtorpeda                          | Anno Domini MMXX                         | –                         |
| 2. Oktober 2020 – 8. Oktober 2020 1 Woche | 1                                   | (Verschiedene Interpreten)          | Empik prezentuje: Best Polish Songs      | –                         |
| 9. Oktober 2020 – 15. Oktober 2020 1 Woche | 1                                   | DJ Decks                            | Mixtape 7                                | –                         |
| 16. Oktober 2020 – 22. Oktober 2020 1 Woche | 1                                   | Kacper × Fonos                      | Mantra                                   | –                         |
| 23. Oktober 2020 – 29. Oktober 2020 1 Woche | 1                                   | Kamerzysta                          | „?“                                      | –                         |
| 30. Oktober 2020 – 5. November 2020 1 Woche | 1                                   | Metallica                           | S&M                                      | –                         |
| 6. November 2020 – 19. November 2020 2 Wochen | 2                                   | Kult                                | Live Pol’and’Rock Festival 2019          | –                         |
| 20. November 2020 – 26. November 2020 1 Woche | 1                                   | BTS                                 | Be                                       | –                         |
| 27. November 2020 – 3. Dezember 2020 1 Woche | 1                                   | Paluch                              | Nadciśnienie                             | –                         |
| 4. Dezember 2020 – 10. Dezember 2020 1 Woche | 1                                   | Guzior                              | Pleśń                                    | –                         |
| 11. Dezember 2020 – 17. Dezember 2020 1 Woche | 1                                   | O.S.T.R. & Hades                    | Hao2                                     | –                         |
| 18. Dezember 2020 – 31. Dezember 2020 2 Wochen | 2                                   | (Verschiedene Interpreten)          | Męskie Granie 2020                       | –                         |